# Pyura microcosmus
Pyura microcosmus är en sjöpungsart som först beskrevs av Savigny 1816.  Pyura microcosmus ingår i släktet Pyura och familjen lädermantlade sjöpungar. Inga underarter finns listade i Catalogue of Life.